# منتخب قرغيزستان لكرة الصالات
منتخب قيرغيزستان الوطني لكرة قدم الصالات (بالروسية: Сборная Киргизии по мини-футболу)‏ هو ممثل قيرغيزستان الرسمي في المنافسات الدولية في كرة الصالات .